# Селевая комиссия
Селевая комиссия — комиссия Академии наук СССР и Государственного комитета Совета Министров СССР по науке и технике, объединявшая экспертов по селям и защите от них. Работала в 1947—1988 годах, официально прекратила существование в 1991 году. После перерыва, в 2005 году для координации усилий специалистов по селям и селезащите была создана Селевая ассоциация.

## Предпосылки создания
Первыми историческими предшественниками Селевой комиссии были Комиссии по изучению периодического Казбекского завала, создававшихся в 1862, 1863, 1864, 1876 годах. Комиссии были созданы после письма академика Г. В. Абиха, в 1861 году обратившего внимание на опасность выносов со стороны Девдоракского ледника. Доклады комиссий обсуждались на заседаниях кавказских отделов Русского географического общества в 1865 году и Русского технического общества в 1877 году. В комиссиях принимали участие Г. С. Хатисян, Г. Г. Цулукидзе, И. И. Ходзько и другие эксперты. Одной из комиссий руководил Б. И. Статковский, в работах которого было введено в научный оборот слово «сель». В те же годы начались международные контакты по селевой проблеме, связанные со сходством природных условий в горах Кавказа и Альп. С российскими исследователями сотрудничал швейцарский геолог Э. Фавр.
В советский период одним из первых собраний специалистов-селевиков было совещание в Ашхабаде, созванное по инициативе Правления Среднеазиатской железной дороги в 1929 году. На нем были заслушаны доклады по защите транспортных сооружений от воздействия селей.
Перед Великой Отечественной войной состоялось Первое всесоюзное совещание по борьбе с эрозией почв и селевыми потоками в горных странах Союза ССР. На совещании, проходившем в 1939 году в Почвенном институте имени В. В. Докучаева под председательством академика Л. И. Прасолова, присутствовали около 100 человек. Было принято решение продолжать организацию подобных научно-практических форумов. Однако в связи с началом войны продолжение работ было отложено.

## Деятельность Селевой комиссии
Селевая комиссия создана в 1947 году по инициативе президента Академии наук СССР С. И. Вавилова для координации усилий специалистов Советского Союза по селевым потокам. Первым председателем комиссии стал член-корреспондент АН СССР гидролог М. А. Великанов. В начальный период комиссия работала при Институте географии АН СССР. Под эгидой комиссии проводились совещания и конференции, издавались сборники трудов. На первом совещании, организованном комиссией, оформилось сообщество профессионалов-селевиков. В течение нескольких десятилетий оно играло важную роль в развитии нового научного направления — селеведения. С докладами на первой конференции выступили такие ученые, как К. Р. Бегишвили, М. С. Гагошидзе, И. В. Егиазаров, Ф. К. Кочерга, Д. Л. Соколовский, С. М. Флейшман.
В дальнейшем конференции в Советском Союзе проводились в регионах, территория которых подвержена воздействию селей: в Алма-Ате, Баку, Душанбе, Ереване, Ивано-Франковске, Коканде, Кутаиси и Местиа, Львове, Нальчике, Николаевке, Симферополе, Ташкенте, Тбилиси, Терсколе, Черновцах. За период с 1949 по 1982 годы были организованы 24 конференции. Наиболее крупные из них собирали до 300 участников. Организацией конференций занимались Селевая комиссия совместно с министерствами и ведомствами. Тематика конференций была разнообразной: наряду с универсальными конференциями по селям и защите от них, были и форумы по специальным вопросам: защита железных дорог от селевых потоков; методика изучения и прогноза селей, обвалов и оползней; работа селевых стационаров; борьба с ирригационной эрозией и селевыми потоками; методика картографирования селей; проектирование противоселевых сооружений. Материалы конференций, организованных под эгидой Селевой комиссии, публиковались в сборниках трудов, а также в сериях сборников «Селевые потоки», «Проблемы противоселевых мероприятий» и «Эрозионные и селевые процессы и борьба с ними».
На конференциях выступали такие известные специалисты по селевым потокам и противоселевым мероприятиям, как М. М. Айзенберг, И. В. Боголюбова, Б. А. Будагов, М. А. Великанов, Б. Л. Величко, Ю. Б. Виноградов, Б. М. Гольдин, А. В. Ермаков, Э. В. Запорожченко, Б. Н. Иванов, В. Е. Иогансон, С. П. Кавецкий, В. К. Лапердин, М. С. Мамедзаде, И. И. Мечетов, А. Н. Олиферов, В. Ф. Перов, Г. Д. Рождественский, С. Г. Рустамов, И. Б. Сейнова, И. П. Смирнов, М. Ф. Срибный, Б. С. Степанов, Г. И. Херхеулидзе, И. И. Херхеулидзе, Э. Д. Церетели, М. В. Цовян, А. И. Шеко и другие.
Период с конца 1950-х по конец 1980-х годов считают «золотыми десятилетиями» исследований селей в СССР. Была сформирована «советская школа» специалистов, представители которой работали в геологических организациях (ВСЕГИНГЕО, геологические управления Грузии, Казахстана, Таджикистана и других республик), проектных и исследовательских институтах Минводхоза, Минтрансстроя и других ведомств (Грузинский научно-исследовательский институт гидротехники и мелиорации, институт «Севкавгипроводхоз», Всесоюзный научно-исследовательский институт транспортного строительства), университетах (МГУ имени М. В. Ломоносова, Харьковский государственный университет), гидрометеорологической службе (Высокогорный геофизический институт, Государственный гидрологический институт, Закавказский научно-исследовательский гидрометеорологический институт, Казахский научно-исследовательский гидрометеорологический институт КазНИГМИ, Среднеазиатский научно-исследовательский гидрометеорологический институт САНИГМИ, Украинский научно-исследовательский гидрометеорологический институт УкрНИГМИ), Академии наук (институты географии в Москве, Алма-Ате, Тбилиси, Баку; Институт земной коры в Иркутске) и другие.
После создания в 1966 году Научно-технического совета по инженерной геологии и грунтоведению при АН СССР под руководством академика Е. М. Сергеева, с 1973 г. по решению Бюро наук о Земле Академии наук СССР Селевая комиссия стала одной из комиссий при указанном совете.
1970-е годы были отмечены общим подъемом в развитии селеведения. Были разработаны методики исследования селей, инструкции и методические руководства. Совет Министров СССР принял Постановление «О мерах по улучшению защиты населенных пунктов, предприятий, других объектов и земель от селевых потоков, снежных лавин, оползней и обвалов». Головной организацией по селевым потокам стал Казахский научно-исследовательский гидрометеорологический институт (КазНИГМИ). В Казахстане было создано учреждение «Казглавселезащита», занимающееся строительством противоселевых объектов. Так, было выполнено строительство плотин на реках Большая и Малая Алматинка, сели по которым не раз обрушивались на город Алма-Ата. В 1970-е годы были проведены эксперименты по воспроизведению искусственных полномасштабных селей в бассейне р. Чемолган. Анализ результатов экспериментов лег в основу теории существования селевых смесей — ключевого элемента расчета характеристик селей. В Грузии были построены дамба и сквозные селеулавливающие плотины для защиты города Кварели, в котором за 100 лет сели унесли более 200 жизней, а также комплекс защитных конструкций сквозного типа для предотвращения разрушений в городе Телави. В лаборатории снежных лавин и селей Географического факультета МГУ под редакцией С. М. Флейшмана были составлены карта селеопасных районов СССР и библиографический указатель литературы по селевым потокам с за период с 1850-х годов по 1967 г. (более 1700 публикаций). Проводились экспедиции по исследованию селей. Выполнены детальные исследования селевой опасности для строившейся в тот период Байкало-Амурской магистрали. Работали стационары по изучению селей в Заилийском Алатау, на Кавказе, в Крыму. Опубликованы монографии, обобщающие накопленный опыт. Учет селевой опасности был введен в «Строительные нормы и правила». Итоги деятельности Селевой комиссии и ее персональный состав приведены в ряде публикаций.
В 1981 году в Нальчике была проведена Всесоюзная селевая конференция. Затем Селевая комиссия Государственного комитета по науке и технике при Совете Министров СССР и Академии наук СССР приняла решение созывать не столько всесоюзные конференции, сколько тематические рабочие семинары. В 1982 г. был реализован семинар, посвященный селям Сванетии (Грузия). На семинаре был принят План-программа работ по селевой проблеме в СССР на 1986—2005 годы. Осуществить этот план не удалось, так как с середины 1980-х годов в СССР резко сократилось финансирование научных исследований, в том числе по изучению селей. Селевая тематика была изъята из программ Госкомитета СССР по науке и технике на 1986—1990 годы. В Академии наук СССР в 1988 году Селевая комиссия была объединена с рядом других в рамках комиссии по склоновым процессам. Полностью деятельность Селевой комиссии прекратилась с распадом СССР в 1991 году, приведшим к временной потере связей между учеными, ранее сообща решавшими общие проблемы селеведения.

## Руководители и состав Селевой комиссии

### Председатели комиссии
Председателями Селевой комиссии в различные годы были:
- М. А. Великанов (1947—1960),
- М. Ф. Срибный (1960—1973),
- С. М. Флейшман (1973—1980),
- Ю. Б. Виноградов (1980—1988).

- Председатели Селевой комиссии
- М. А. Великанов
- М. Ф. Срибный
- С. М. Флейшман
- Ю. Б. Виноградов

### Состав комиссии
Состав Селевой комиссии неоднократно изменялся. Так, в 1978 году комиссия насчитывала 22 человека. Решением Бюро совета по инженерной геологии и гидрогеологии 11 ноября 1980 года был утвержден следующий состав комиссии:
Ю. Б. Виноградов (председатель), А. И. Шеко (заместитель председателя), Э. Д. Церетели (заместитель председателя), И. А. Моссаковская (ученый секретарь), М. М. Айзенберг, Г. М. Арешидзе, Г. М. Беручашвили, И. В. Боголюбова, В. Н. Вардугин, В. Н. Владимирова, Т. Г. Войнич-Сяноженцкий, А. Г. Гельдыев, Н. В. Думитрашко, У. Е. Есенов, А. Э. Земс, Б. Н. Иванов, Н. Ф. Колотилин, И. И. Корбут, В. К. Лапердин, В. П. Мочалов, А. Н. Олиферов, В. П. Пушкаренко, С. Г. Рустамов, В. Г. Саноян, В. И. Тевзадзе, С. М. Флейшман, Г. И. Херхеулидзе, М. В. Цовян.
В феврале 1982 г. большинство перечисленных экспертов оставались членами комиссии, также в состав комиссии вошли: Р. Г. Асатрян, Н. А. Бочин, О. В. Васильева, Г. С. Газарян, В. В. Кисин, З. Д. Копалиани, И. В. Лыкова, Н. М. Мамедов, Х. Г. Назарян, Б. С. Степанов, А. Ю. Хегай, С. Э. Эзимов.

## После комиссии
В начале XXI века, после нескольких селевых катастроф, были проведены две Всероссийские конференции по селям, а также конференция «Защита народнохозяйственных объектов от селевых потоков». Был поднят вопрос о координации усилий специалистов различных ведомств, работающих над селевой проблемой. После обсуждения идеи возрождения Селевой комиссии, в 2005 году в Пятигорске (Россия) прошло учредительное заседание, принявшее решение о создании профессионального объединения специалистов по селям в формате межрегиональной Селевой ассоциации.
Селевая ассоциация является объединением ученых и специалистов для проведения и поддержки работ по исследованию селевых потоков и других природных катастрофических процессов, разработки методов оценки и снижения ущерба от селей и защиты населения. По состоянию на декабрь 2024 года, Селевая ассоциация объединяет 190 специалистов из Европы, Азии, Северной и Южной Америки. Проведены семь конференций под общим названием «Селевые потоки: катастрофы, риск, прогноз, защита» в Пятигорске (2008), Москве (2012), Южно-Сахалинске (2014), Иркутске и Аршане (2016), Тбилиси (2018), Душанбе и Хороге (2020 ; проведена в заочном формате), Чэнду (2024), а также конференция «Селевая безопасность: оценка, прогноз, защита» в Алматы (2017). Изданы библиографические указатели литературы по селевым явлениям как за период работы Селевой комиссии (около 4000 публикаций за 1968—1991 годы), так и за последующее время (около 2500 публикаций за 1992—2009 годы).